# История провинции Гуйчжоу
История провинции Гуйчжоу — цепь важнейших событий от доисторической эпохи до нового времени, происходивших на территории современной китайской провинции Гуйчжоу.

## Доисторические времена, античность и раннее средневековье
Населённые национальными меньшинствами земли современной провинции Гуйчжоу долгое время находились на периферии китайской цивилизации. В эпоху Вёсен и Осеней здесь жили племена, известные в китайских источниках как «цзанкэ». В эпоху Воюющих царств восточная часть современной провинции Гуйчжоу была захвачена царством Чу, и в соответствии с административным делением царства Чу оказалась в составе округа Цяньчжун (黔中郡), власти которого размещались на территории современной провинции Хунань. С той поры топоним «Цянь» (黔) является синонимом для Гуйчжоу.
В III веке до н. э. царство Чу было захвачено царством Цинь, а племена в западной части современной провинции Гуйчжоу образовали государство Елан. После того, как в китайских землях империя Цинь сменилась империей Хань, в Елан было отправлено ханьское посольство. Правитель Елана спросил у послов: «А велико ли государство Хань? Оно такое же большое, как Елан?» С той поры в китайском языке появилась идиома «еланцы слишком много о себе думают» (夜郎自大). В 27 году до н. э. еланцы были покорены империей Хань.
В эпоху Южных и Северных династий эти земли подчинялись государствам, сменявшим друг друга в южнокитайских землях. После объединения страны в империю Суй и последовавшей затем смены империи Суй империей Тан административное деление страны было упорядочено, и власти округа Цяньчжун разместились в области Цзюйчжоу (矩州).
Когда наступила эпоха пяти династий и десяти царств, связи этой территории с центральнокитайскими землями оказались нарушены, и солдаты местных китайских гарнизонов стали жениться на местных женщинах, образовав особую группу населения, сохранившую архаичный китайский язык.
После распада империи Тан северо-запад современной провинции Гуйчжоу был захвачен государством Наньчжао. Потом эти места отбил у Наньчжао Ян Дуань, и основал здесь в 876 году владение Бочжоу, в котором впоследствии семь веков правили его потомки.

## Эпоха империи Сун и монгольское завоевание
После того, как китайские земли были объединены в империю Сун, вожди племён, проживавших в районе Цзюйчжоу — «знатные люди» — изъявили ей покорность, после чего в сунских документах впервые появился термин «Гуйчжоу»: «область знатных». В 1199 году область Цзюйчжоу была переименована в Гуйчжоу.
Во второй половине XIII века состоялись Монгольское завоевание государства Дали, Монгольские вторжения во Вьетнам и Монгольское завоевание империи Южная Сун, в результате чего эти земли оказались в составе созданной монголами империи Юань. Область Гуйчжоу получила название «Шуньюаньский регион» (顺元路), а место размещения властей региона стали называть «Шуньюаньским городом» (顺元城).

## Империи Мин и Цин
После свержения власти монголов и образования империи Мин в 1413 году была официально создана провинция Гуйчжоу, для управления которой была введена соответствующая чиновничья должность (бучжэнши). Сначала местом размещения аппарата бучжэнши была Чэнфаньская управа (程番府), а в 1569 году аппарат переехал в Шуньюаньский город, где была создана Гуйянская управа (贵阳府).
В конце XVI века правивший в Бочжоу Ян Инлун восстал против империи Мин. После подавления восстания власть местных вождей была ликвидирована, и земли Бочжоу были подчинены властям провинции Сычуань. В 1621—1629 годах земли современных провинций Сычуань и Гуйчжоу потрясло восстание Шэ и Аня.
Во время завоевания империи Мин маньчжурами эти земли долгое время были оплотом сторонников Южной Мин, и в 1652 году провозгласивший себя минским императором Чжу Юлан даже перенёс на пару лет сюда, в Наньлун, свою ставку. После завершения завоевания западную часть современной провинции Гуйчжоу получил во владение У Саньгуй. В 1673 году он поднял восстание против цинских властей, и земли современной провинции вошли в состав созданного им государства Чжоу, но в итоге восстание было подавлено цинскими войсками. Цинский чиновник в ранге сюньфу, назначенный для управления провинцией Гуйчжоу, разместил свою ставку в Гуйянской управе, как и его минский предшественник.
В первой половине XVIII века цинские власти стали проводить политику интеграции национальных меньшинств в общеимперские структуры. Были созданы уезды, комиссариаты и управы; в состав провинции Гуйчжоу была передана Цзунъиская управа из состава провинции Сычуань, и часть земель из состава провинции Гуанси, после чего провинция Гуйчжоу приобрела современные границы. Притеснения властей и плохое управление вызывали восстания как местного населения, так и солдат размещённых здесь гарнизонов: так, в 1862 году на территории Синъиской управы произошло восстание войск «белого знамени», на подавление которого ушло почти десять лет.

## Эпоха Китайской Республики
После свержения монархии в Китае началась «эра милитаристов», и правители Гуйчжоу, пользуясь удалённостью от центральных властей, правили как практически независимые правители. Когда в 1934 году начался Великий поход китайских коммунистов, то к концу года Красная армия Китая вошла в провинцию Гуйчжоу, планируя создать опорную советскую базу на границе Гуйчжоу и Сычуани. В январе 1935 года состоялось Совещание в Цзуньи, после которого контроль над коммунистической партией начал переходить к Мао Цзэдуну. После отдыха в Цзуньи коммунисты, пытаясь пробиться на север, совершили Четыре переправы через Чишуй, но прорыв не удался, и им пришлось продолжить путь на запад. Чан Кайши использовал преследование коммунистов в качестве предлога для ввода в провинцию собственных войск, благодаря чему удалось покончить с вольницей местных губернаторов.
Во время японо-китайской войны транспортная ситуация в Гуйчжоу улучшилось, так как после эвакуации китайского правительства в Чунцин через провинцию прошла «Бирманская дорога», по которой в Китай поступали военные грузы от западных союзников.

## Современная эпоха
Войска коммунистов вошли в Гуйчжоу лишь на завершающем этапе гражданской войны — в конце 1949 года, уже после провозглашения КНР. В составе КНР провинция была разделена на восемь «специальных районов».
В 1952 году провинция стала точкой начала пандемии «азиатского гриппа».
В середине 1950-х было произведено крупное изменение административно-территориального деления провинции; в частности, в 1956 году были образованы две национальные автономии — Цяньнаньский («юг Цянь») и Цяньдуннаньский («юго-восток Цянь») автономные округа.
В середине 1960-х годов в КНР началась программа массового развития внутренних районов страны, вошедшая в историю как «Третий фронт». В июне 1964 года ЦК КПК принял решение о развитии добычи угля в уездах Лючжи, Паньсянь и Шуйчэн.
В 1970 году «специальные районы» были переименованы в «округа», при этом Лючжи, Паньсянь и Шуйчэн были выведены из состава прежних округов, образовав новый округ Люпаньшуй.
В 1981 году в составе провинции был образован ещё один автономный округ — Цяньсинань («юго-запад Цянь»).
В 1990-х годах округа были объединены с окружными центрами в единые административные структуры, образовав «городские округа».